# Берковиця
Берко́виця (болг. Берковица) — місто в Монтанській області Болгарії. Адміністративний центр общини Берковиця. Місто розташоване на північному схилі гори Ком по долині річки Берковиця, яка є притокою річки Барзія, на висоті 405 м над рівнем моря. Місто вперше згадується в османських документах 1488 року. 

## Населення
За даними перепису населення 2011 року у місті проживали 13 463 особи.
Національний склад населення міста:
| Національність   | Кількість осіб | Відсоток |
| ---------------- | -------------- | -------- |
| болгари          | 10073          | 77,3%    |
| цигани           | 2828           | 21,7%    |
| турки            | 9              | 0,1%     |
| інша             | 62             | 0,5%     |
| не визначились   | 55             | 0,4%     |
| Всього відповіли | 13027          |          |

Розподіл населення за віком у 2011 році:
Динаміка населення: